# Кёрлинг на зимних юношеских Олимпийских играх 2024
Соревнования по кёрлингу на зимних юношеских Олимпийских играх 2024 года проводились на арене Gangneung Curling Centre в городе Каннын (провинция Канвондо, Республика Корея) с 20 января по 1 февраля 2024 года.

## Календарь
| ПР | Отборочный раунд | ½ | Полуфинал | 3 | Матч за 3-е место | 1 | Финал |

| Дисциплина        | 19/пт | 20/сб | 21/вс | 22/пн | 23/вт | 24/ср | 25/чт | 25/чт | 25/чт | 26/пт | 27/сб | 28/вс | 29/пн | 30/вт | 31/ср | 1/чт | 1/чт | 1/чт |
| ----------------- | ----- | ----- | ----- | ----- | ----- | ----- | ----- | ----- | ----- | ----- | ----- | ----- | ----- | ----- | ----- | ---- | ---- | ---- |
| Смешанные команды |       | ПР    | ПР    | ПР    | ПР    | ПР    | ½     | 3     | 1     |       |       |       |       |       |       |      |      |      |
| Смешанные пары    |       |       |       |       |       |       |       |       |       | ПР    | ПР    | ПР    | ПР    | ПР    | ПР    | ½    | 3    | 1    |

## Медальный зачёт

### Таблица
| Место          | Страна         | Золото | Серебро | Бронза | Всего |
| -------------- | -------------- | ------ | ------- | ------ | ----- |
| 1              | Великобритания | 2      | 0       | 0      | 2     |
| 2              | Дания          | 0      | 2       | 0      | 2     |
| 3              | США            | 0      | 0       | 1      | 1     |
| 3              | Швейцария      | 0      | 0       | 1      | 1     |
| Всего стран: 4 | Всего стран: 4 | 2      | 2       | 2      | 6     |

### Команды
| Дисциплина        | Золото                                                                                   | Серебро | Бронза                                                                                           |
| ----------------- | ---------------------------------------------------------------------------------------- | --- | ------------------------------------------------------------------------------------------------ |
| Смешанные команды | Великобритания Логан Карсон (скип) Тиа Лори Арчи Хислоп Холли Берк Дэвид Эйткен (тренер) | Дания Джейкоб Шмидт (скип) Катрин Шмидт Никки Дженсен Эмили Холтерман Ульрик Шмидт (тренер) Джули Далл (тренер) | Швейцария Натан Драйбург (скип) Алисса Рудольф Ливио Эрнст Яна Солтерман Мейко Оенингер (тренер) |
| Смешанные пары    | Великобритания Келли Сутар Итан Брюстер                                                  | Дания Катрин Шмидт Джейкоб Шмидт                                                                                | США Элла Вендлинг Бенджи Парал                                                                   |